# Nocardia brasiliensis
Nocardia brasiliensis is een bacteriesoort behorende tot het geslacht Nocardia en valt onder de Nocardiaceae. Het is een gram-positieve, facultatief aerobe staafvormige bacterie.

## Ziekte
Deze pathogene (ziekmakende) bacterie met een lage virulentie, die opportunistisch optreedt, kan de ziekte Mycetoma tot gevolg hebben.